# Marcusenius
Marcusenius é um género de peixe da família Mormyridae.
Este género contém as seguintes espécies:
- Marcusenius livingstonii
- Marcusenius sp. nov. 'Malindi'
- Marcusenius sp. nov. 'Turkwell'
- Marcusenius victoriae